# Zespół Szkół im. Korpusu Ochrony Pogranicza w Szydłowcu
Zespół Szkół im. Korpusu Ochrony Pogranicza w Szydłowcu – placówka szkolna poziomu ponadpodstawowego w Szydłowcu w której skład wchodzą trzy szkoły: Technikum, II Liceum Ogólnokształcące i Zasadnicza Szkoła Zawodowa nr 1. Szkoła nazywana jest potocznie mianem Pekin lub Ziółek i objęta jest patronatem Straży Granicznej.

## Program nauczania
W skład placówki wchodzą trzy szkoły: technikum, liceum ogólnokształcące i zasadnicza szkoła zawodowa. Pierwsza z nich ma za zadanie przygotować ucznia do pracy w zawodzie technicznym, pozwalającym przede wszystkim na dalsze studia inżynieryjne. Szkoła prowadząc oddziały z poszczególnymi specjalizacjami zawodowymi pozwala absolwentowi uzyskać uprawnienia do pracy w odpowiednim zawodzie.
Liceum ogólnokształcące, zgodnie z zaleceniami reformy oświaty z 1999 r., ma za zadanie przygotować absolwenta do egzaminu maturalnego. Szkoła prowadzi system nauczania oparty na poznaniu przez ucznia podstawowych dziedzin wiedzy na poziomie ogólnym zaawansowania. Program szkolny przewiduje jednak prowadzenie oddziałów profilowanych, tj. rozszerzających wiadomości i umiejętności proponowane w programie nauczania, mając na celu przygotowanie ucznia do dalszego kształcenia i podjęcia studiów wyższych. 
Trzecia szkoła wchodząca w skład zespołu oświatowego to zasadnicza szkoła zawodowa. Ma ona za zadanie przygotować absolwenta szkoły do pracy zawodowej rzemieślnika. Prowadzi program oparty na połączeniu przedmiotów zawodowych i ogólnych w toku nauczania jednego oddziału. Jej zadaniem jest przygotowanie absolwenta szkoły do podjęcia państwowego egzaminu czeladniczego. Przygotowuje ona ucznia praktycznie i teoretycznie do wykonywania danego zawodu rzemieślniczego na poziomie czeladnika. 

## Historia
Po zakończeniu wojny zaistniała potrzeba założenia w Szydłowcu szkoły zawodowej. Usilne starania w tej sprawie podjął Jan Mieczysław Stobbe, kierownik szkoły powszechnej. W sierpniu 1946 roku otrzymał on pismo z Kuratorium Okręgu Szkolnego w Kielcach decyzje o założeniu Publicznej Szkoły Dokształcania Zawodowego. Placówka istnieć miała przy tejże szkole podstawowej, przy ul. Zamkowej 4. Obowiązki dyrektora powierzono Stobbemu. W dniu 13 października 1946 odbyło się pierwsza uroczysta inauguracja roku szkolnego. Rozpoczęto kształcenie w zawodach: mechanik-ślusarz, krawiec męski, krawiec damski i garbarz. W szkole uczyło 13 nauczycieli. W dniu 3 lutego 1947 zmieniona została nazwa szkoły na Publiczną Średnią Szkołę Zawodową. W roku następnym obok naboru do klas I, powstała klasa wstępna uzupełniająca przygotowanie uczniów w zakresie szkoły podstawowej, dla kandydatów, którzy nie przekroczyli 16. roku życia. W miejsce dotychczasowej placówki powołano, w  1949 roku, Zasadniczą Szkołę Metalowo-Drzewną, która była podległa Centralnemu Urzędowi Szkolenia Zawodowego. Urząd ten określał obowiązujące programy nauczania, wydawał instrukcje realizowania programów i podręczników przedmiotów ogólnokształcących oraz określał zasady organizowania szkół. Bezpośredni nadzór nad Zasadniczą Szkołą Metalowo-Drzewną w Szydłowcu sprawował organ terenowy CUSZ – Dyrekcja Okręgowa Szkolenia Zawodowego w Kielcach. W roku 1956 Ministerstwo Oświaty przejęło administrowanie szkołą. Wkrótce metalowy dział kształcenia stracił na popularności. Z powodu braku naboru zlikwidowano go pozostawiając jedynie dział drzewny.
Oferta edukacyjna rozszerzyła się w 1957 roku. Wtedy to przeniesiono siedzibę szkoły do nowego budynku przy ul. Kościuszki – dawnej fabryki B-cia Węgrzeccy. Pozwoliło to na ponowne wprowadzenie kierunku metalowego. Placówka przyjęła nazwę Zasadniczej Szkoły Zawodowej. Z dniem 1 września 1959 na dyrektora powołano Jana Ziółka. Dzięki zaangażowaniu nowego kierownika w następnym roku szkolnym rozszerzono ofertę kształcenia. Odtąd nauczano młodzież w kierunkach: drzewnym, metalowym i odzieżowym, oraz w specjalnościach: stolarz meblowy, ślusarz oraz krawiec miarowy damski. Dyrektor nawiązał współpracę z Wojakami Ochrony Pogranicza, które w roku 1964 zostały patronem szkoły. W roku szkolnym 1965/1966 rozszerzono kierunek metalowy o specjalność tokarz. W tym roku ukończono budowę i wyposażenie internatu, a w następnym oddano do użytku nowy budynek szkolny. W roku 1957 powstało Technikum Mechaniczne o specjalności obróbka skrawaniem. Od tej chwili szkoła nosiła nazwę Technikum Mechaniczne i Zasadnicza Szkoła Zawodowa im. Wojsk Ochrony Pogranicza. W rok później utworzono Technikum Mechaniczne dla pracujących. W tym roku szkolnym zlikwidowano dział odzieżowy. W 1971 wprowadzono kierunek kształcenia wielozawodowego. Dwa lata później powołano 5-letnie Technikum Mechaniczne o specjalności obróbka skrawaniem, które działało na podstawie 8-letniej szkoły podstawowej. Była to jedna klasa, która szkołę ukończyła w 1978 roku. W roku 1982 Technikum Mechaniczne 5-letnie reaktywowano. W dniu 12 maja 1978 roku, decyzją Kuratora Oświaty i Wychowania w Radomiu, zlokalizowano w budynku TM i ZSZ im. WOP w Szydłowcu, Zasadniczą Szkołę Rolniczą i 3-letnie Technikum rolnicze dla pracujących. Od tego roku szkoła nosi miano Zespołu Szkół Zawodowych im. WOP. W roku 1981 Jan Ziółek przestał pełnić funkcję. Ze względu na długi okres kierowania placówką i położone zasługi, mieszkańcy miasta nieoficjalnie nazwali szkołę Ziółkiem.
Po trzech latach działalności szkoły rolniczej, w 1981 r., decyzją Wojewody Radomskiego utworzono Zbiorczy Zakład Szkolny o nazwie Zespół Szkół Rolniczych w Szydłowcu z siedzibą w Zespole Szkół Zawodowych im. WOP. Trwało to do 1985 roku, kiedy to Wojewoda Radomski włączył ponownie ZSR do ZSZ im. WOP. Szkoła dalej ulegała przeobrażeniom. Likwidowano jedne kierunki kształcenia, a powoływano inne. W 1979 roku powstało Technikum Drzewne o podbudowie programowej Zasadniczej Szkoły Zawodowej. Ze względu na niewielką ilość kandydatów technikum nie istniało aż do roku 1992, kiedy to reaktywowano je, ale na podbudowie szkoły podstawowej. W roku szkolnym 1983/1984 powołano kierunek elektroniczny. Od tej chwili szkoła kształciła młodzież w specjalnościach: monter podzespołów elektronicznych, monter RTV. Kierunek mechaniczny również uległ przemianom i kształcona młodzież w specjalnościach: mechanik maszyn i urządzeń przemysłowych oraz mechanik maszyn i urządzeń skrawających. W 1987 roku powstało 5-letnie Technikum Elektroniczne o specjalności automatyka przemysłowa. W 1991 specjalność ta została zamieniona na elektronikę ogólną, a w 1993 na technik systemów komputerowych. Wiosną 1989 roku powołano przy Zespole Szkół Zawodowych Wojewódzki Ośrodek Dokształcania Zawodowego.
W dniu 10 października 2006, odpowiadając na inicjatywę radnego powiatowego Marka Sokołowskiego, Rada Pedagogiczna postanowiła o zmianie patrona szkoły. Wystąpiono o nadanie imienia Korpusu Ochrony Pogranicza. Na początku następnego roku Rada Powiatu podjęła uchwałę zmiany nazwy placówki na Zespół Szkół Ponadgimnazjalnych im. Korpusu Ochrony Pogranicza.

## Dyrektorzy
| Dyrektorzy szkoły         |                            |                        |                                       |  |
| Okres urzędowania         | Imię i nazwisko            |                        | Zastępcy                              |  |
| 1 IX 1946 – 30 VI 1949    | Jan Mieczysław Stobbe      |                        |                                       |  |
| 1 VIII 1949 – 20 IV 1956  | Franciszek Dąbrowski       |                        |                                       |  |
| 1 V 1956 – 31 VIII 1956   | Wiktor Łabuz               |                        |                                       |  |
| 1 IX 1956 – 30 XI 1957    | Mikołaj Zajączkowski       |                        |                                       |  |
| 1 XII 1957 – 30 VI 1958   | Tadeusz Gromski            |                        |                                       |  |
| 1 IX 1958 – 30 VI 1959    | Tadeusz Szewczyk           |                        |                                       |  |
| 1 IX 1959 – 31 VIII 1981  | Jan Ziółek                 |                        |                                       |  |
| 1 IX 1981 – 08 X 1983     | Marian Niewadzisz          |                        |                                       |  |
| 1 XI 1983 – 31 VIII 1986  | Barbara Mizielińska        |                        |                                       |  |
| 1 IX 1986 – 30 VI 1989    | Jakub Bajer                |                        |                                       |  |
| 17 IX 1990 – 31 VII 2004  | Kazimierz Trepczyński      |                        | Grażyna Waszczyk Ewa Walczak          |  |
| 1 VIII 2004 – 31 I 2005   | Grażyna Waszczyk           |                        | Ewa Walczak                           |  |
| od 1 II 2005 - 31.08.2023 | Maria Małgorzata Michajłow | 1 II 2005 – 30 IV 2008 | Dorota Sokołowska Kazimierz Michnicki |  |
| od 1 II 2005 - 31.08.2023 | Maria Małgorzata Michajłow | od 1 I 2008            | Anna Gwarek Bernarda Padzik           |  |
| od 1 IX 2023              | Marta Bińkowska            |                        |                                       |  |